# Saint Lucias flagga
Saint Lucias flagga har använts sedan 1 mars 1967 och antogs officiellt 22 februari 1979. Proportionerna är 1:2. Triangeln representerar öns två största bergstoppar, Gros Piton och Petit Piton. Den blåa färgen symboliserar trofasthet, samt den tropiska himmelen och det smaragdblå havet som omger landet. Gult står för solen som alltid strålar över öarna och för välstånd. Svart och vitt står för det kulturella inflytandet från både afrikaner och européer som har gjort sig gällande på Saint Lucia, och för att svarta och vita kan leva och arbeta tillsammans. Under ett förklaras flaggan med att afrikanernas kultur som dominerar över den europeiska, mot en bakgrund av solsken och evigblått hav. Trekanterna i emblemet representerar de vulkaniska topparna, de så kallade Twin Pitons vid Soufrière. Det sätt som trekanterna pekar uppåt är en symbol för hopp och de mål för framtiden som folket på Saint Lucia har. Flaggan skapades av den lokale konstnären Dunstan S:t Omer. 